# Croton leucophyllus
Espèce
Croton leucophyllus est une espèce de plantes à fleurs du genre Croton et de la famille Euphorbiaceae présente au sud-ouest du Texas, au nord-est du Mexique (jusqu'à Veracruz).
Il a pour synonymes :
- Croton leucophyllus var. trisepalis, A.M.Ferguson, 1901
- Oxydectes leucophylla, (Müll.Arg.) Kuntze